# Controluce (Wess)
Controluce è il secondo album da solista di Wess, pubblicato su LP e cassetta dalla Durium (catalogo ms A 77337 e MD.A 253) nel 1974.

## Tracce

### Lato A
1. Così eternamente (titolo originale: Love Me Now) – 3:39 (testo italiano: Cristiano Malgioglio, Felice Piccarreda – testo originale e musica: Paul Kelly[3]; edizioni musicali Music Union)
2. Elisa è rimasta – 3:34 (Claudio Cavallaro; edizioni musicali Successo-Durium)
3. Nella mia mente una preghiera – 3:50 (Claudio Cavallaro; edizioni musicali Successo-Durium)
4. Quicksand – 2:56 (testo: David Courtney – musica: Leo Sayer; edizioni musicali Blanedell-Compass Music)
5. Da solo mi trascuro – 4:03 (testo: Cristiano Malgioglio – musica: Enzo Malepasso, Luigi Gnolo; edizioni musicali Durium)

Durata totale: 18:02

### Lato B
1. Se... – 3:46 (testo: Felice Piccarreda – musica: Natale Massara, Wesley Johnson; edizioni musicali Puccio-Durium)
2. Voci nel fumo – 2:49 (testo: Augusta Riga – musica: Gottardo Riga; edizioni musicali Durium)
3. Eri bella, eri mia – 4:13 (testo: Giancarlo Bigazzi – musica: Claudio Cavallaro; edizioni musicali Successo-Durium)
4. Per carità – 3:15 (testo: Alberto Nicorelli, Felice Piccarreda – musica: Ricky Gianco; edizioni musicali RRR-Durium)
5. Ritorniamo insieme (titolo originale: Why Can't We Live Together) – 3:46 (testo italiano: Alberto Testa – testo originale e musica: Timmy Thomas; edizioni musicali Ritmi e Canzoni)

Durata totale: 17:49